# Primi gruppi musicali cubani
I primi gruppi musicali cubani suonavano la musica popolare per sale da ballo e teatri durante un lungo periodo tra il 1780 e il 1930. Durante questo periodo la musica cubana si creolizzò, gli influssi europei e africani si fusero, cambiarono e diedero vita alla tradizione musicale puramente cubana. Strumenti e musica si svilupparono continuamente, le informazioni sotto riportate sono in ordine cronologico e provengono dagli album musicali arrivati fino a noi.

## Típicas
Per circa un centinaio di anni, dai primi dell'Ottocento fino al 1920, l'orchestra di musica popolare standard era l'orquesta típica, formata da strumenti a fiato, di 8-10 membri. Nello stesso periodo c'erano anche gruppi itineranti di musicisti, formati da 2-3 membri, chiamati trova.

### Orquesta Concha de Oro
Fu fondata nei primi del novecento da Claudio Brindis de Salas (1800-1872), violinista e contrabbassista. Suonava spesso nei balli organizzati dall'aristocrazia dell'isola, e suonava la musica tipica dell'epoca: contradanza, minuetto e quadriglia erano le più famose. Di solito era un'orchestra di 8 elementi, che aumentavano fino a 100 in occasione dei festival. Brindis de Sala fu compositore di danze creole e autore di un'operetta Congojas matrimoniales. Nel 1844 la sua carriera fu interrotta a causa della Cospirazione Escalea, per la quale gli uomini bianchi furono assolti, mentre i neri pagarono con la morte. Brindis de Salas fu arrestato, torturato e bandito dall'isola dal Governatore Leopoldo O'Donnell. Vi fece ritorno nel 1848, dove scontò due anni di carcere. Quando uscì provò a ricostituire il suo gruppo, ma scoprì che molti suoi musicisti erano stati uccisi.
Dopo l'operetta, la sua maggiore opera fu un son dedicato al Generale Concha, scritto nel 1854. Il figlio Claudio Brindis de Salas Garrido (L'Avana, 4 agosto 1852 – Buenos Aires, 1º giugno 1911) fu violinista concertista, noto in tutto il mondo.

### Orquesta Flor de Cuba
Fu fondato da Juan de Dios Alfonso (1825–1877), clarinettista e compositore. Si trasferì a L'Avana, dove suonò il clarinetto nel gruppo La Unión di Feliciano Ramos nel 1856, e diresse La Almendares in 1859. Non è chiaro l'anno preciso in cui formò La Flor de Cuba, che divenne una delle più famose Tipicas della metà del novecento. L'orchestra era formata da corno, trombone, oficleide, due clarinetti, due violini, contrabbasso, güíro e timpano.

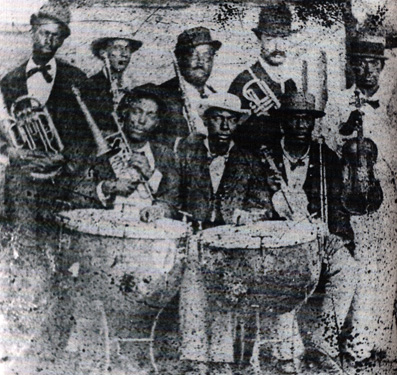
Orq. La Flor de Cuba
(La più antica foto esistente
di un complesso musicale da ballo)

L'orchestra suonava nel Teatro Villanueva a L'Avana nel 1869 quando i soldati spagnoli attaccarono il teatro, uccidendo più o meno dieci spettatori che erano lì per vedere un bufo (commedia musicale satirica), e promulgando i loro sentimenti rivoluzionari. La Guerra dei dieci anni era cominciata l'anno prima quando Carlos Manuel de Céspedes liberò i suoi schiavi e dichiarò l'indipendenza di Cuba. Sentimenti creoli crescevano negli animi e il governo coloniale, con i ricchi commercianti spagnoli, aveva reagito. Non era la prima volta che politica e musica si trovavano legate a doppio filo, per i musicisti l'integrazione razziale era già avvenuta prima del 1800, e dal "1800 e al 1840, i più famosi musicisti dell'isola erano neri". I bufo non furono messi in scena per alcuni anni dopo il tragico evento.

### Orquesta Valenzuela
La discendente de La Flor de Cuba fu fondata da Raimundo Valenzuela (trombettista e compositore; 1848 - 1905) nel 1877, dopo la morte di Juan de Dios Alfonso. Non si conosce la data esatta in cui il nome della band fu cambiato. Quando morì Raimundo nel 1905, suo fratello Pablo gli successe. Fu la miglior tipica di quegli anni, proprio come era successo per La Flor de Cuba.
Con Pablo Valenzuela (cornettista e compositore; 1859 - 1926), la band divenne una delle prime a incidere un disco, nel 1906, con la casa Edison cylinders, nel 1909 con la Columbia Records. L'ultimo pezzo fu inciso nel 1919; c'erano in tutto 120 canzoni, molte delle quali erano danzón. La band si scolse alla morte di Pablo.

### Orquesta Faílde
Fu fondata nel 1871 a Matanzas da Miguel Faílde (1852 - 1921), il padre ufficiale del danzón. La sua band era composta principalmente da ottoni e i suoi componenti iniziali erano: Miguel Faílde (corno); Pascual Carreras (oficleide); Pancho Morales (primo violino); Juan Cantero (secondo violino); Anselmo 'Frijolín' Casalín (primo clarinetto); Eduardo Faílde (fratello, secondo clarinetto); Cándido Faílde (fratelli, trombone); Eulogio Garrido (contrabbasso); Andrés Segovia (timpani); Isidro Acosta (güíro).
Questa era la band che suono il primo danzón conosciuto: Alturas de Simpson che era una composizione di Faide. Sembra che non abbiano inciso nessun pezzo e si scolsero nel 1921, dopo la morte del loro leader.

### Orquesta Alemán
Fu fondata nel 1878 a Santiago de Las Vegas da José Alemán (Guanabacoa, 22 dicembre 1846 – Santiago de Las Vegas, 1924). Alemán era un sarto e un compositore di musica religiosa e da ballo. Studiò musica con Pedro Álvarez e divenne un contrabbassista, un buon violinista e un pianista. Suonava il contrabbasso nell'orchestra Havana Cathedral e nell'orchestra Juan de Dios Alfonso.
L'Orquesta Alemán era composta principalmente da ottoni: Alejo Carillo (corno), Pedro Espinosa (trombone), Leobino Zayas (oficleide), Julián Allende (primo clarinetto), Ramón Alemán (secondo clarinetto), Elias Fuentes (primo violino), Juan Tómas Alemán (secondo violino), Aniceto Rodrígues (timpani) Quirino Sastre (güíro).
Alla morte di José Alemán nel 1924, l'orchestra fu diretta dal fratello Ramón, e cambiò numerosi musicisti, rimanendo attiva fino agli anni '30.

### Orquesta de Perico Rojas
Orchestra fondata da Pedro Rojas (detto Perico) nel 1884 a Güines. All'inizio del XX secolo i suoi membri erano: Perico Rojas (trombone), Patricio Valdés e Andrés Rojas (violino), Martín Caraballo e Miguel Rojas (clarinetti), Jesús Urfé (corno), Ambrosio Marín (trombone), Anacleto Larrondo (oficleide), Juan R. Landa (contrabbasso), Pedro Hernández (timpani), Leopoldo Castillo (güíro). La band suonò fino ai primi anni del XX secolo.

### Orquesta típica de Felipe Valdés
Tutto quello che si conosce di Felipe Valdés è che fu un cornettista e un compositore, nato a Bolondrón, nella rpovincia di Matanzas, nella seconda metà del XIX secolo. Fondò la sua típica nel 1899 e divenne popolare a L'Avana. Nel 1916 era composta da: 3 violini, 2 clarinetti, corno, trombone, contrabbasso, saxofono, güíro e timbales. Nel 1929 venne introdotto il piano. Il gruppo fu tra i più attivi nell'incisione di danzón. Arrivarono a incidere 315 brani, molti dei quali scritti da Valés, tra cui La Africana, Lamentos and Yeyé Olube. Queste canzoni attualmente sono disponibili in CD.

### Orquesta de Enrique Peña
Enrique Peña (1880–1922) fu cornettista e compositore. Questa fu la seconda tipica che organizzò (la prima si chiamava La Juventud). I membri iniziali erano: Peña (corno), Antonio González (trombone), Féliz González (oficleide), José Belén Puig (primo clarinetto), José Urfé (secondo clarinetto), Julián Barreto (violino), Alfredo Sáenz (violino), José de los Reyes (timpani), Rufino Cárdenas (güíro) e uno "sconosciuto" contrabbasso.

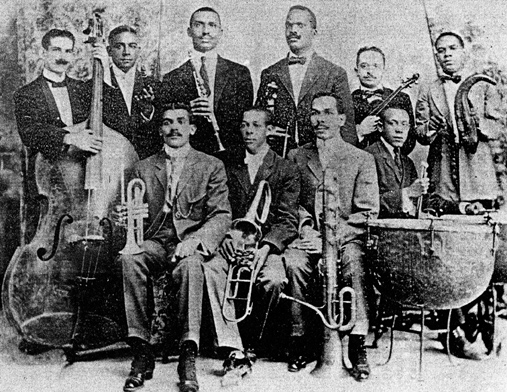
Orquesta Enrique Peña

L'orchestra cominciò ad incidere brani nel 1908 e divenne famosa per El bombín de Barreto, scritto da Urfé, che si suppone essere stato il primo danzón a incorporare una terza parte sincopata, influenzato dal son. Il gruppo incise circa 150 canzoni, alcune delle quali sono disponibili su CD.

### Orquesta de Félix González
Fu una delle ultime orchestre, fu fondata nel 1915 con i membri principali della band di Enrique Peña. I membri erano: González (oficleide), Dolores Betancourt (t-bone); José Belén Puig (primo clarinetto); José Urfé (secondo clarinetto); Miguel Ángel Mendieta e Benito Moya (violini); Guillermo Maherve (contrabbasso); Demetrio Pacheco (timpani) e Ulpiano Díaz (güíro). Nonostante suonasse musica considerata "vecchia", rimase attiva per 52 anni, fino alla morte del suo direttore nel 1967. Alcuni brani sono disponibili in CD.

## Charangas
La Charanga sostituì la tipica mantenendo la stessa composizione strumentale. All'inizio fu chiamata charangas francesas, sebbene non avesse niente a che fare con la Francia, e fu "inventata" all'inizio del XX secolo. Tali tipi di orchestre suonano tutt'oggi, anche se hanno adeguato gli strumenti musicali. L'idea di base era quella di rendere l'orchestra più alta e luminosa rispetto ad una tipica, rimuovendo gli ottoni, sostituendo il clarinetto con il flauto e i timpani con un nuovo strumento, le pailas criollas, ora note come timbales. Questi tamburi, suonati con delle bacchette diverse da quelle usate per i timpani, producono un suono caratteristico. I due timbales hanno due intonazioni diverse, e possono essere completati da due timbalitos, ancora più acuti, e uno o due cencerros. Da notare che si può suonare anche la cassa metallica dei tamburi che produce un ritmo chiamato cascara. Un'altra caratteristica di queste orchestre è l'introduzione del pianoforte.

### Orquesta Torroella
Fu fondata alla fine del XIX secolo a L'Avana, questa fu la prima charanga francesa della capitale e la prima ad includere un pianoforte.

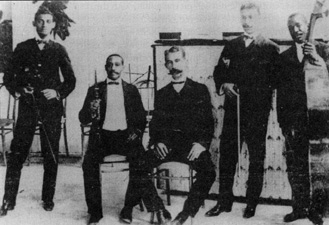
Papaito Torroella e la sua band

Il direttore fu il pianista Antonio "Papaito" Torroella e i membri storici della band erano: Papaito Torroella (piano), David Rendón (violino), Faustino Valdés (flauto) ed Evaristo Romero (contrabbasso). Con il nome di Sexteto Torroella, il gruppo incise alcuni brani con la Edison nel 1906.

### Orquesta de Tata Alfonso
Una charanga francesa formata nei primi del XX secolo dal flautista Octavio 'Tatà Alfonso. I membri erano: Tata Alfonso (flauto), Bruno Quijarro (violino), Pablo Bequé (contrabbasso), Jesús Lopéz (piano), Abelardo Valdés (güiro), Ulpiano Díaz (timbales). Il gruppo incise sei pezzi con la Columbia Records nel 1918, ed è considerato una delle tre charangas più importanti della storia del danzón. Fu la prima a incorporare nella melodia i cantos de claves y guaguancó in questo genere.

### Orquesta Romeu
Fu fondata intorno al 1910 da Antonio María Romeu (1876–1955), e fu per trent'anni la charanga più importante di Cuba. Romeu aveva suonato nell'Orquesta Cervantes, una delle tante orchestre fondate all'inizio del novecento, e divenne uno dei più prolifici compositori di danzón. L'orchestra incise centinaia di brani nel corso degli anni, dal 1915 fino a dopo il 1950. I membri storici della band erano: Romeu (piano), Feliciano Facenda (violino), Alfredo Valdés (flauto), Rafael Calazán (contrabbasso), Remigio Valdés (timbales), Juan de la Merced (güiro).

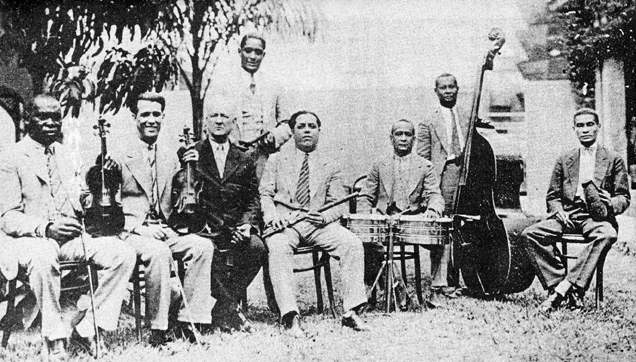
Orquesta Romeu
con il cantante Fernando Collazo, fine anni venti

Con il passare degli anni si aggiunsero: Francisco Delabart (flauto), Augusto Valdés (clarinetto), Juan Quevedo (violino), Aurelio Valdés e Félix Vásquez (güiro), Antonio Ma. Romeu (figlio, violino), Pedro Hernández (violino), Dihigo (tromba), Regueira (trombone) e José Antonio Díaz (flauto). Il cantante, introdotto con l'arrivo del danzón cantato, noto come danzonete, fu dapprima Fernando Collazo, successivamente Barbarito Diez. Negli anni trenta divenne un gruppo numeroso, che includeva due ottoni. Alla morte di Romeu l'orchestra fu diretta prima dal figlio Antonio María Romeu, poi da Barbarito Diez. Questa orchestra suona ancora oggi con il nome di Orquesta de Barbarito Diez.

## Orchestre Son
Il son non è propriamente uno stile "datato". I nomi attuali di musicisti e gruppi musicali apparirono dopo che il presidente cubano José Miguel Gómez mandò via dalle province native i battaglioni dell'Ejército Permanente. Fu il Permanente che portò il son a L'Avana. Ci sono molte incisioni antecedenti alla formazione dei famosi sextetos. Alcuni appartenevano alla musica teatrale, come il Teatro Alhambra, il cui leader Adolfo Colombo era molto noto, fu un cantante e incise molti brani che sono sopravvissuti fino ai giorni nostri.

### Sexteto Boloña
Nel 1915 Alfredo Boloña Jimenez (1890–1964) formò un gruppo di son a L'Avana, suonava la kalimba, i bongó e la chitarra. Sebbene fosse affetto da nanismo, fu uno dei maggiori musicisti cubani per mezzo secolo. I membri del gruppo erano: Hortensia Valerón (voce), Manuel Menocal (tres), Manuel Corona (chitarra), Victoriano Lopéz (maracas) and Joaquín Velasquéz (bongó).
Nell'ottobre del 1926 il Sexteto Boloña registrò a New York l'album Columbia, che è disponibile ancora oggi.

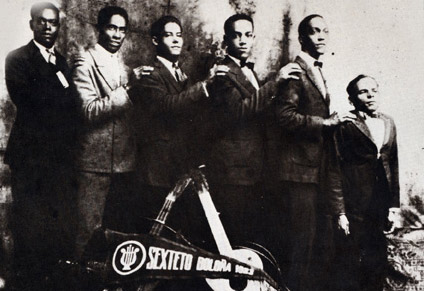
Sexteto Boloña 1926

In questa foto abbiamo (da sinistra a destra): José Vega Chacón (chitarra, seconda voce), sconosciuto (maracas, prima voce), José Manuel Incharte 'El Chino' (bongó), Abelardo Barroso (sonero, claves), 'Tabitò (contrabbasso), Alfredo Boloña (tres, leader).
Il gruppo si scolse nel 1935.

### Sexteto Habanero
Nel 1917 quattro musicisti che si facevano chiamare Cuarteto Oriental registrarono quattro pezzi per la Columbia Records a L'Avana. Lo stesso gruppo aggiunse due membri e diventò un sestetto nel 1918. Lo stesso anno incisero per la Victoria in uno studio di registrazione all'Hotel Inglaterra a L'Avana. Il nuovo gruppo si fece chiamare Sexteto Habanero nel 1920.

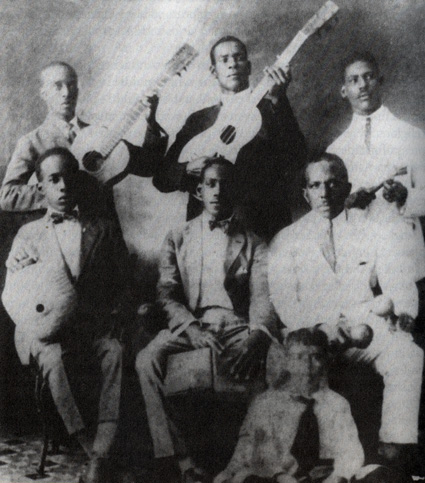
Sexteto Habanero 1920

Nella foto abbiamo: dietro, da sinistra a destra, Guillermo Castillo (direttore e chitarra), Carlos Godínez (tres), Gerardo Martínez (prima voce e clave); davanti, da sinistra a destra, Antonio Bacallao (botija), Oscar Sotolongo (square bongó) e Felipe Nerí Cabrera (maracas).
La composizione strumentale è interessante, poiché utilizzano alcuni strumenti tipici del son: la botija  e lo square bongó. Presto però la botija fu sostituita dal contrabbasso.
Cinque anni dopo il gruppo si presenta rinnovato nel look e nella composizione.

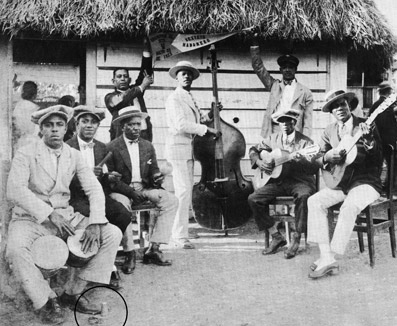
Sexteto Habanero 1925

Da sinistra a destra: Agustín Gutierrez (bongó), Abelardo Barroso (sonero, claves), Felipe Nerí Cabrera (maracas, voce); Gerardo Martínez (contrabbasso, voce, leader); Guillermo Castillo (chitarra, voce), Carlos Godínez (tres, voce). Questo fu il gruppo che incise a New York nel 1925-26. Nonostante le limitazioni tecniche dell'epoca, la qualità musicale è sorprendente; il gruppo vinse il primo premio al Concurso de Sones nel 1925 e nel 1926. Quando al gruppo si aggiunse un corno, sostituito poi da una tromba il gruppo cambiò nome in Septeto Habanero. La band rimase attiva fino agli anni trenta, quando i sextetos cedettero il posto a i conjuntos e alle band più grandi. Il leader, Gerardo Martínez decise allora di formare un nuovo gruppo: Conjunto Típico Habanero.

### Sexteto Occidente
Fu uno dei primi gruppi son, formato nel 1925 da María Teresa Vera and Miguel García. Andarono a New York dove incisero molti brani, ma ebbe vita breve (solo 18 mesi).

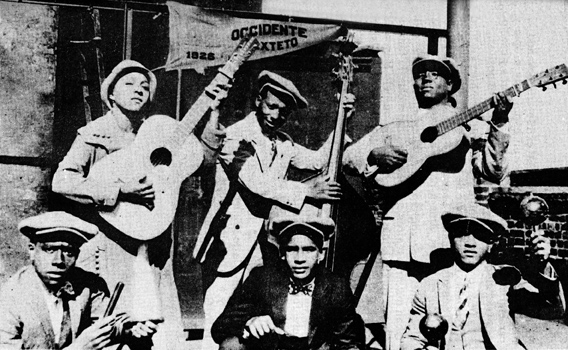
Sexteto Occidente, New York 1926

La composizione era quella di una tipica orchestra di son: dietro Maria Teresa Vera (chitarra), Ignacio Piñeiro (contrabbasso), Julio Torres Biart (tres); danvanti Miguelito Garcia (clavé), Manuel Reinoso (bongó) e Francisco Sánchez (maracas).

## Altri tipi

### Orquesta Avilés
Si tratta del gruppo più vecchio esistente, fu fondato nel 1882 ed esiste tutt'oggi. Manuel Avilés Lozano (Holguín, Oriente, 2 February 1864 – ?) lavorava come sarto e studiò musica con il maestro spagnolo Magín Torres. Avilés, direttore e clarinettista, formò l'orchestra con i suoi parenti e con i figli. Egli e altri membri della band combatterono nella guerra di indipendenza cubana nell'Ejército Libertador. La band è inusuale per molti aspetti: cominciò come una tipica, quindi divenne una charanga, per diventare, nel 1940, quella che i cubano chiamano una jazzband. La sede del gruppo è sempre a Holguín, raramente si è spostata in altri posti ed è ancora formata dai membri della famiglia. Ora è nota come Orquesta Hermanos Avilés.

### Estudiantina Oriental
Questo gruppo fu fondato a Santiago de Cuba alla fine del XIX secolo. Era significativamente diverso dalle altre tipicas, sia per la musica, sia per gli strumenti, sia per la composizione razziale (in genere composta da bianchi). Suonavano generi come danzón, bolero, son e guaracha. Gli strumenti erano: tres, kalimba, timpani or pailas criolla (timbales). La composizione strumentale suggerisce un sextetos, che apparirà solo più tardi, piuttosto che una tipica. I membri erano studenti universitari, probabilmente scritturati in base al talento, e provenivano da città diverse. Presto altri gruppi Estudiantina si formarono in altre città. La composizione era la seguente: due tres, primo e secondo; due chitarre; una trombat; botija o contrabbasso; paila (timbal); cencerro ; güiro; tre cantanti, primo, secondo e falsetto, e forse di entrambi i sessi. Chiaramente queste orchestre cambiavano a seconda della città e del quartiere.

### Jazz band
La storia del jazz a Cuba è stata persa per molti anni, a causa della riluttanza delle case discografiche a registrare pezzi di questo genere. Tuttavia, in anni recenti, ci si è resi conto che la storia del jazz a Cuba non ha niente da invidiare al "cugino" statunitense. La figura chiave nella rivelazione dei primi anni del jazz cubano è senza dubbio Leonardo Acosta, musicista e musicologo che ha lavorato nella ricostruzione di questo genere musicale. Altri hanno analizzato il latin jazz con una prospettiva "americana". Prima della nascita del genere vero e proprio possiamo trovare musicisti come Louis Moreau Gottschalk e W.C. Handy, che visitarono Cuba e portarono nuove idee all'interno della loro musica.
La Jazz Band Sagua fu fondata a Sagua la Grande nel 1914 da Pedro Stacholy (direttore & piano). Membri: Hipólito Herrera (tromba); Norberto Fabelo (corno); Ernesto Ribalta (flauto & sax); Humberto Domínguez (violino); Luciano Galindo (trombone); Antonio Temprano (tuba); Tomás Medina (rullante); Marino Rojo (güiro). Per quarant'anni suonarono al Teatro Principal de Sagua. Stacholy studiò con Antonio Fabré a Sagua, e completo i suoi studi a New York, dove visse per tre anni.

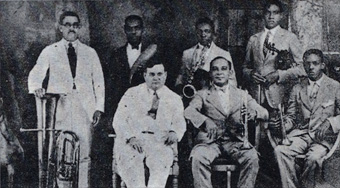
Jazz Band Sagua 1920s

La Cuban Jazz Band fu fondata nel 1922 da Jaime Prats a L'Avana. Tra i membri troviamo: il figlio Rodrigo Prats al violino, il grande flutista Alberto Socarrás al flauto e al saxofono e Pucho Jiménez al trombone. Alcuni la ritengono la prima jazz band di Cuba, ma c'erano sicuramente altri gruppi in precedenza.
Nel 1924 il pianista Moisés Simons fondò un gruppo che suonava sulla terrazza del Plaza Hotel a L'Avana ed era formato da Virgilio Diego (violino), Alberto Socarrás (sax, flauto), José Ramón Betancourt (sax), Pablo O'Farrill (contrabbasso). Nel 1928 Simons assunse Julio Cueva, un famoso trombettista, e Enrique Santiesteban, una futura star dei media, come cantante e batterista. Erano i migliori suonatori, naturalmente con la paga migliore ($8 al giorno).
Senza dubbio tutte queste band suonavano sia musica cubana che jazz, ma sicuramente hanno inciso più brani jazz che altro.